# Torn (canción de LeToya)
«Torn» es el sencillo debut de la vocalista estadounidense de R&B LeToya Luckett incluido en su primer álbum LeToya. Lanzado en marzo de 2006, pronto llegaría a ser un éxito en Estados Unidos, teniendo un gran airplay, llegando al puesto 11 del  Billboard Hot 100 Airplay.
Sin embargo el no entrar en la lista de descargas digitales, explica la baja posición (31) conseguida en la lista americana de sencillos de Billboard Hot 100, aun así "Torn" llegó a ser un éxito en la lista de Hot R&B/Hip-Hop consiguiendo estar en el número 2. 
La canción samplea la canción "You Are Everything" de los The Stylistics.
El remix oficial, conocido como "So So Def Remix" se realizó junto a los raperos Mike Jones y Rick Ross bajo la producción de Jermaine Dupri. La versión del álbum contiene algunas diferencias respecto de la versión sencillo. 

## Lista de canciones
CD Sencillo - Promo (Capitol Records – 0946 3 50757 2 4)
1. Torn (Edit)
2. Torn (Versión Álbum)

Vinilo, 12" (Capitol Records – 0946 3 50757 1 7)
1. Torn (Versión Álbum)
2. Torn (Instrumental)
3. Torn (A capela)
4. Tear Da Club Up (H-Town Version)
5. Tear Da Club Up (Win-O-Mix)
6. Tear Da Club Up (Instrumental)
7. Tear Da Club Up (Wine-O-Mix instrumental)

## Posicionamiento en las listas
| Lista (2006)                           | Máxima posición |
| -------------------------------------- | --------------- |
| Australia (ARIA)                       | 44              |
| Australia (ARIA Urban Singles)         | 13              |
| Escocia (Scottish Singles Sales Chart) | 16              |
| Estados Unidos (Billboard Hot 100)     | 31              |
| Estados Unidos (Hot R&B/Hip-Hop Songs) | 2               |
| Estados Unidos (Pop 100 Billboard)     | 90              |
| Estados Unidos (Rhythmic)              | 15              |
| Estados Unidos (Radio Songs)           | 11              |
| Nueva Zelanda (Recorded Music NZ)      | 28              |
| Reino Unido (UK Singles Chart)         | 35              |
| Reino Unido (UK R&B Chart)             | 12              |